# Флаг Павлограда
Флаг Павлограда (укр. Прапор Павлограда) — один из официальных символов города Павлоград Днепропетровской области Украины. Являет собой квадратное полотнище, разделенное серебристой диагональной полосой на желтую (справа) и на зеленую (слева) половины.

## Описание
В желтой части изображены две синие перекрещенные стрелы остриями вверх, над которыми находится красная семиконечная звезда. А в зеленой части изображен белый конь.
Флаг города поднимается: 
- Над зданием городского совета во время сессии, и в зеле заседаний на весь период сессии.
- Над зданиями городского правительства и исполкома – постоянно.

Флаг города может подниматься на зданиях органов местного самоуправления, исполнительной власти, учреждений, организаций и предприятий Павлограда во время государственных и местных праздников, при приеме официальных делегаций и на спортивных соревнованиях.
Изображение флага города может быть использовано при изготовлении печатной и рекламно-сувенирной продукции. 
Флаг города при одновременном поднятии его вместе с Государственным флагом Украины не должен превосходить его по параметрам.